# 尤永冠
尤永冠（1941年—2020年7月1日），江苏苏州人，中国建材工业人物。江苏省建材工业总公司原副总经理，高级工程师。

## 生平
毕业于南京化工学院硅酸盐专业。曾任重庆水泥厂工程师、副厂长，江苏省建材工业研究所副所长。
1983年至1993年，任江苏省建材工业总公司副总经理。1985年3月25日至4月24日率领9人代表团赴日本洽谈建筑涂料、新型建筑装饰材料合营项目。回国后代表江苏省建材局，任驻淮海水泥厂工作组组长，领导试生产、设备修配改工作。1991年6月，任江苏省墙体材料改革与建筑节能领导小组副组长兼办公室主任。
1994年6月，任江苏省建材包装协会会长。1995年9月，任江苏省建材工业管理办公室副主任。1997年4月，任江苏省硅酸盐学会理事长。1999年，任江苏省建材工业管理办公室巡视员。曾任《中国化学建材概览》编委副主任，《江苏墙改十年 (1989－1999)》主任编辑，江苏省建材工业协会水泥分会顾问。2020年7月1日在南京逝世。